# لجنة الطيور العالمية
لجنة الطيور العالمية (اختصارًا IOU) هي مجموعة من 200 باحث في علم الطيور ومسؤولة عن كونغرس الطيور العالمي وفعاليات أخرى تتعلق بعلم الطيور.

## وصلات خارجية
- الموقع الرسمي